# Шумный (Приморский край)
Шу́мный, с 2005 по 2011 Шумное — село в Чугуевском районе Приморского края России.

## Географическое положение
Находится в долине реки Павловка. Автомобильными дорогами связано с Дальнегорском, Арсеньевом. Село находится на 247 км трассы Осиновка — Рудная Пристань. Расположено в 77 км к востоку от районного центра Чугуевка, в 49 км к западу от посёлка Кавалерово. Расстояние от Владивостока по автодороге — 387 км.

## История
По результатам топографической съёмки 1900 года в долине реки Улахе (ныне река Уссури), проведённой Уссурийской межевой партией, был составлен проект и описание будущих переселенческих участков.
К тому времени в Улахинской долине существовало только одно русское поселение — село Каменка, образованное в 1898 году староверами, и китайская фанза Сандагоу, обозначенная на картах М. И. Венюкова в 1850-х годах.
В 1949 году в селе организовался лесозаготовительный пункт (ЛЗУ) Фудзино-Ноттинского леспромхоза.
В период с 1950 по 1957 были построены:магазин,школа на 120 мест,больница, электростанция,столовая, сельский дом культуры (СДК)
С 1963 года посёлок Шумный превратился в центральную базу Фудзинского леспромхоза.
Прежние названия
- с 1949 года — село Пога (по названию реки: По — перевал, гоу — падь, перевальная падь)
- с 1963 года — посёлок Шумный
- с 2005 года — село Шумное
- с 2012 года — село Шумный[2].

## Население
| 2002 | 2006  | 2010  |
| ---- | ----- | ----- |
| 1328 | ↘1138 | ↘1125 |

## Транспорт
В будние дни выполняется автобусный рейс в Чугуевку.
Село связано регулярным автобусным сообщением с Владивостоком, Хабаровском, Дальнегорском, Тернеем, Спасском-Дальним.

## Культура
В посёлке работают детский сад, школа, дом культуры, библиотека. Имеется почтовое отделение. 2 сентября 2013 г. состоялось торжественное открытие нового комплекса школа-детский сад. В 2016 году открылась церковь.

## Экономика
Население работает в сферах деревообработки, образования, торговли и услуг. На территории села расположен филиал ОАО «Примавтодор».
Девять магазинов предлагают кондитерские, пищевые, бытовые, строительные и другие товары. Работает медицинский пункт.У жителей есть возможность подключения к скоростному интернету DSL, IP-телевидению. В 2006 году была развернута сеть сотовой связи «МегаФон», НТК, «Акос».

## Климат

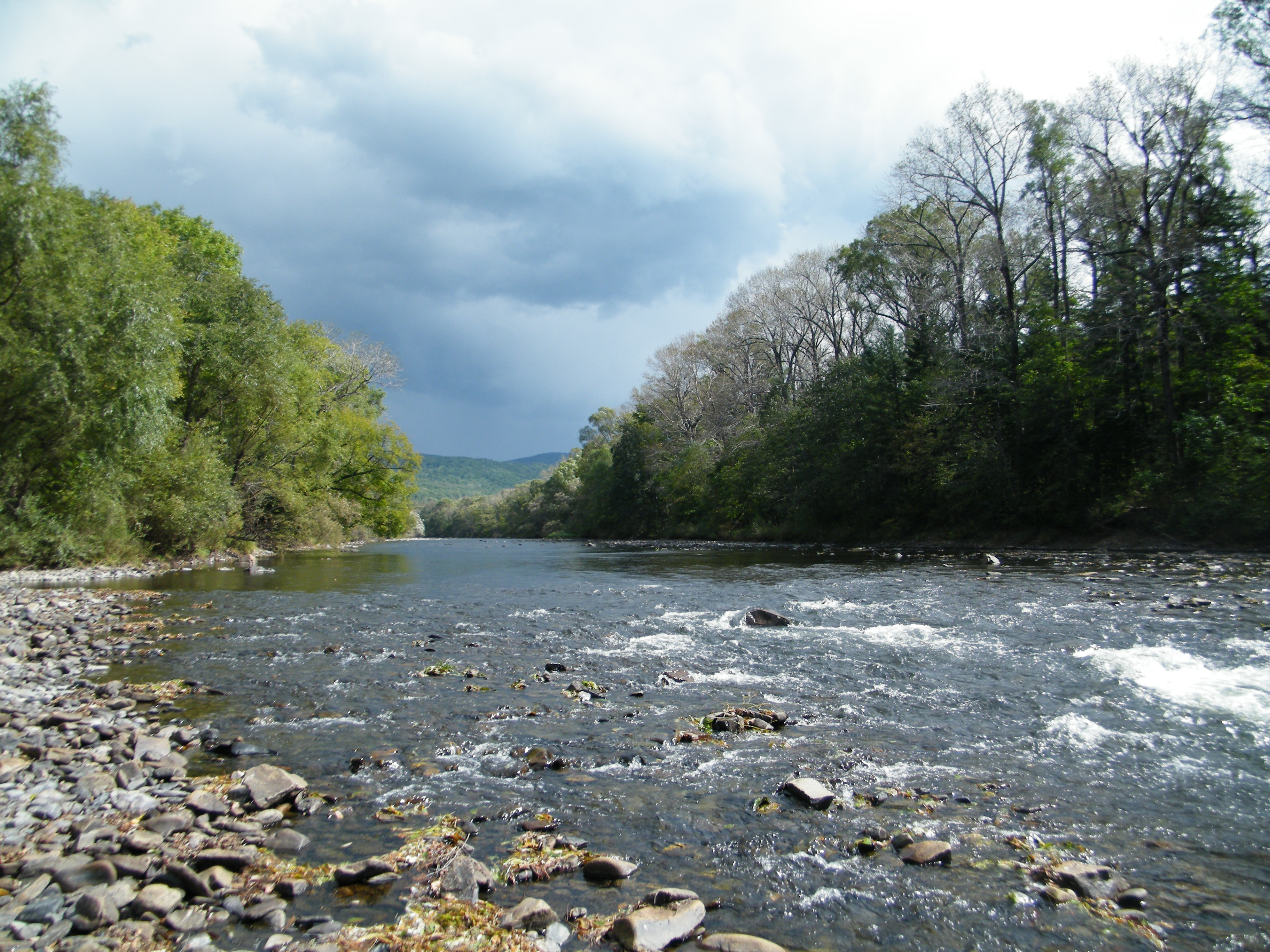
Река Павловка
(в пяти километрах выше села Шумный)

Климат в селе, как и в других центральных районах Приморья, резко континентальный. Зимы морозные — ночью температура иногда опускается до −35..-42°С, лето жаркое (+25..+35°С).
В июле 1989 года на село обрушился тайфун «Джуди», он был самым продолжительным — ливень шёл шесть суток. Сооружённая после схода воды дамба вдоль берега реки по ул. Набережная предотвратила последующие затопления. В августе 2000 года тайфун «Булавин» привёл в выходу реки Павловка из берегов, однако особого ущерба причинено не было.В 2016 году прошёл тайфун "Лайонрок", причинивший значительный ущерб.